# Jayaweera Astana
Jayaweera Astana est un roi du royaume de Kandy, dans l'actuel Sri Lanka de 1511 à 1552.

## Biographie
Fils et successeur de Senasammata Vikrama-Bahu Jayaweera a épousé la fille de Kiravalle Maha Palahamy, un frère de Kiravalle Biso Bandara, deux cousins du roi Mayadunne. il sollicite l'aide des portugais pour se protéger de l'expansionnisme du royaume de Sitawaka. Il reçoit une force de 300 hommes et comme Dharmapala de Kotte il est incité à se convertir au catholicisme. Un franciscain nommé Francisco de Monteprandone l'aurait même baptisé le 9 mars 1546 sous le nom de Dom Manoel . l'année suivante il érige à Kandy une chapelle en l'honneur de l'immaculée conception.  Toutefois le danger représenté par Sitawaka écarté la foi du souverain s'évanouit et il retourne à sa religion.  Il a comme successeur son fils Karaliyadde Bandara.

### Source historique
- Culavamsa, récits en pali de l'histoire du Sri Lanka du IVe siècle à la chute du royaume de Kandy en 1815.